# Du er her lige nu
|  | Denne artikel er oprettet af botten Steenthbot ud fra en ekstern database. Den kan derfor have sproglige fejl eller mangler. Denne skabelon kan fjernes efter kontrol af indholdet. |

Du er her lige nu er en dansk dokumentarfilm fra 1987 instrueret af Anne Hjort og Ali Alwan.

## Handling
En film om irakiske flygtninge og danske kvinder, der lever sammen. Filmen handler om danske kvinder, der pludselig har fået flygtningeproblematikken på nært hold gennem et kærlighedsforhold. Hvad betyder det at han er flygtning, og hvordan er det at..